# فکنهام
فکنهام (به انگلیسی: Feckenham) یک روستا و محله مدنی در بریتانیا است که در Redditch واقع شده‌است. فکنهام ۶۷۰ نفر جمعیت دارد.